# اکسوریتود
اکسوریتود (خوانده شود: اُکسُریتُد) یکی از پنج ناحیه ایالت چوک در کشور ایالات فدرال میکرونزی است. جمعیت آن در سال ۲۰۰۸، ۶,۱۹۰ نفر بود. بر پایه قوانین ایالت چوک، اکسوریتود منطقه‌های شهرداری زیر را در بر می‌گیرد: (جمعیت‌ها در سال ۲۰۰۸ هستند.)
- فانانو، میکرونزی (۴۰۲ نفر)
- پولوسوک (۳۹۶ نفر)
- ماگور (۱۶۱ نفر)
- آب‌سنگ حلقوی موریلو (۶۸۱ نفر)
- نوم‌وین (۶۶۱ نفر)
- انو (میکرونزی) (۲۹۶ نفر)
- اولول (۸۴۵ نفر)
- پیساراس (۳۲۵ نفر)
- پولاپ، میکرونزی (۱۲۱۲ نفر)
- پلووات (۱۵۲۵ نفر)
- روئو (۵۷۵ نفر)
- تاماتام (۵۱۰ نفر)
- اناری (میکرونزی) (۲۵۲ نفر)